# バーバラ・スティール
バーバラ・スティール（Barbara Steele, 1937年12月29日 - ）は、イギリスの女優。マージーサイド州バーケンヘッドの出身。
1960年代のイタリア・ゴシック・ホラー映画の絶叫クイーンとして知られる。スティールの出世作もこのジャンルで、現在傑作と評価されているマリオ・バーヴァ監督の『血ぬられた墓標』（1960年）である。以後、ロジャー・コーマン監督の『恐怖の振子』（1961年）、リカルド・フレーダ（en:Riccardo Freda）監督の『L'Orribile segreto del Dr. Hichcock（ヒッチコック博士の恐ろしい秘密）』（1962年）および『Lo Spettro』（1963年）などに主演する。しかし、キム・ニューマンの著書『Nightmare Movies』によると、スティールは、もう二度と「くそ忌々しい棺に入ること」はしたくないと言ったということだ。

## 主な出演作品
- 血ぬられた墓標（La Maschera del demonio, アメリカ公開題：Black Sunday, 1960年） - マリオ・バーヴァ監督。イタリア映画。ホラー。en:Black Sunday (1960 film)参照。
- 恐怖の振子（The Pit and the Pendulum, 1961年） - ロジャー・コーマン監督。エドガー・アラン・ポー原作。アメリカ映画。ホラー。en:The Pit and the Pendulum (1961 film)参照。
- L'Orribile segreto del Dr. Hichcock（アメリカ公開題：The Horrible Dr. Hichcock, 1962年） - リカルド・フレーダ監督。イタリア映画。ホラー。en:The Horrible Dr. Hichcock参照。
- 8 1/2 - Otto e mezzo (1963) - フェデリコ・フェリーニ監督。イタリア映画。
- Lo Spettro（アメリカ公開題： The Ghost, 1963年） - ホラー。
- 幽霊屋敷の蛇淫（Danza macabra, アメリカ公開題：Castle of Blood, 1964年） - アンソニー・M・ドーソン監督。イタリア映画。ホラー。en:Danza macabra参照。
- I Lunghi capelli della morte（アメリカ公開題：The Long Hair of Death, 1964年） - アンソニー・M・ドーソン監督。イタリア映画。ホラー。
- 5 tombe per un medium（アメリカ公開題：Terror-Creatures from the Grave, 1965年） -  マッシモ・プピッロ監督。イタリア映画。ホラー。en:Terror-Creatures from the Grave参照。
- 亡霊の復讐（Gli Amanti d'oltretomba, アメリカ公開題：Nightmare Castle, 1965年） - マリオ・カイノ監督。イタリア映画。ホラー。en:Nightmare Castle参照。
- シービースト（The She Beast, 1966年） -  マイケル・リーヴス（en:Michael Reeves）監督。イギリス+イタリア合作。ホラー。en:the She Beast参照。
- テルレスの青春（Der Junge Törless, アメリカ公開題：Young Törless, 1966年） - フォルカー・シュレンドルフ監督（デビュー作）。ドイツ映画。 en:Young Törless参照。
- 女刑務所/白昼の暴動（Caged Heat, 1974年） - ジョナサン・デミ監督（デビュー作）。アメリカ映画。アクション。en:Caged Heat参照。
- シーバース（恐怖の人喰い生物）（Shivers, 1975年） - デヴィッド・クローネンバーグ監督。カナダ映画。ホラー。en:Shivers (film)参照。
- ピラニア（Piranha, 1978年） - ジョー・ダンテ監督。アメリカ映画。ホラー。
- 悪魔のいる渚 サイレントスクリーム（Silent Scream, 1980年） - デニー・ハリス監督。アメリカ映画。ホラー。en:Silent Scream (1980 film)参照。
- Dark Shadows（1990年/1991年） - アメリカABCのゴシック・ソープ・オペラ『Dark Shadows』（1966年 - 1971年。映画化版は『血の唇』）のリヴァイヴァル版。en:Dark_Shadows#Revivals参照。

参照。
- バタフライルーム(The Butterfly Room, 2012)
- ロスト・リバー Lost River (2014)
- 悪魔城ドラキュラ -キャッスルヴァニア-（2020年、Netflix）ミランダ役

## 関連事項
- アメリカの詩人R・H・W・ディラード（en:R. H. W. Dillard）の1966年の処女詩集は、『The Day I Stopped Dreaming About Barbara Steele』という題名である。